# 布列农
布列农（法語：Briennon，法語發音：[bʁijɛnɔ̃]）是法国卢瓦尔省的一个市镇，位于该省北部，属于罗阿讷区。

## 地理
布列农（46°8'57"N, 4°5'8"E）面积23.84 平方千米，位于法国奥弗涅-罗讷-阿尔卑斯大区卢瓦尔省，该省份为法国中南部省份，北起顺时针与索恩-卢瓦尔省、罗讷省、伊泽尔省、阿尔代什省、上盧瓦爾省、多姆山省和阿列省接壤。
与布列农接壤的市镇（或旧市镇、城区）包括：伊格朗德、默莱、拉贝尼松迪约、诺阿伊、马布利、武日、普伊苏沙尔略、圣尼济耶苏沙尔略、圣皮埃尔拉诺阿耶。
布列农的时区为UTC+01:00、UTC+02:00（夏令时）。

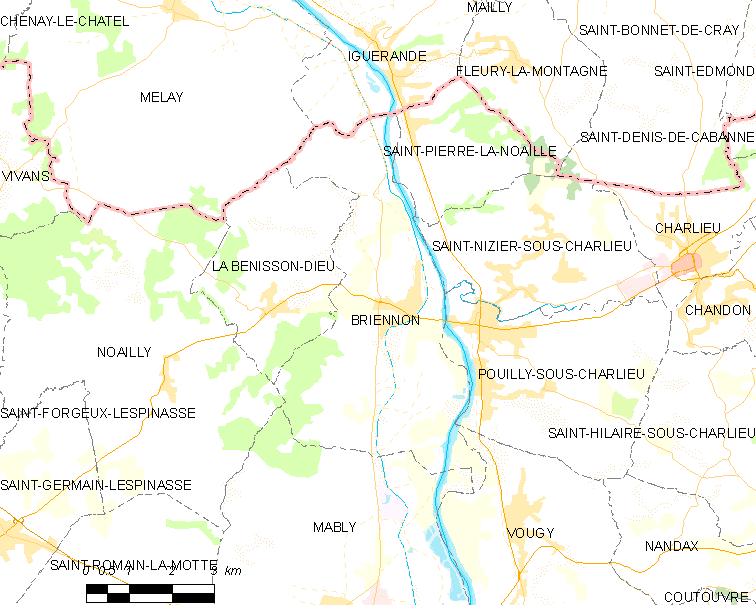
布列农的OSM定位图

## 行政
布列农的邮政编码为42720，INSEE市镇编码为42026。

## 政治
布列农所属的省级选区为沙尔略县。

## 交通
卢瓦尔省省道D4线、D35线和D43线在境内交汇。

## 人口

1962-2008年间布列农人口变化图示

布列农于2022年1月1日时的人口数量为1718人。